# Смбатян, Сергей Арменович
Сергей Арменович Смбатян (арм. Սերգեյ Արմենի Սմբատյան; 23 сентября 1987, Ереван) — основатель, художественный руководитель и главный дирижёр Государственного симфонического оркестра Армении и Детского оркестра ЮНИСЕФ, а с сентября 2019 года является главным дирижёром Мальтийского филармонического оркестра.
Заслуженный артист Республики Армения (2016), кандидат искусствоведения (2009).

## Биография
Сергей Смбатян родился в Ереване в семье музыкантов в 1987 году. Первые уроки игры на скрипке он получил у своей бабушки — скрипачки и известного педагога Татьяны Айрапетян. Затем он продолжил учёбу в Ереванской государственной консерватории имени Комитаса и Московской консерватории им. П. И. Чайковского, а также получил дополнительные уроки у Баграта Варданяна и Захара Брона. В 2005 году основал Государственный молодёжный оркестр Армении.
Учился в Институте искусств Национальной академии наук Армении и в качестве аспиранта в лондонской Королевской академии музыки. В студенческие годы в Великобритании он дирижировал филармоническим оркестром и Максимом Венгеровым на концертах по сбору средств для Prince’s Trust в Виндзорском замке и Букингемском дворце, а также дебютировал с Лондонским симфоническим оркестром в LSO St Luke’s.
С сентября 2019 года является главным дирижёром Мальтийского филармонического оркестра.
Своим развитием Сергей Смбатян как человек и музыкант во многом обязан Государственному симфоническому оркестру Армении, который он основал в 2006 году восемнадцатилетним студентом. С тех пор он руководил его преобразованием из молодёжного коллектива в полноценный профессиональный оркестр, являющийся одним из лучших в Армении. В начале 2020 года дирижёр и оркестр организовали знаковый европейский тур из восьми концертов, завершившийся дебютными выступлениями в венском Musikverein, Берлинской филармонии, зальцбургском Großes Festspielhaus, Barbican Hall в Лондоне, московском Zaryadye Hall, мюнхенском Gasteig, штутгартском Beethoven Hall и пражском Rudolfinum. Сайт Seen and Heard International назвал концерт оркестра в Barbican Hall «сказочным вечером» и оценил оркестр Смбатяна как «прекрасный ансамбль без слабых звеньев».
В последние сезоны Сергей Смбатян расширил свою карьеру, работая в качестве приглашенного дирижёра с оркестром «Русская филармония», польским Sinfonia Varsovia, Берлинским симфоническим оркестром, Иерусалимским симфоническим оркестром, Дрезденским филармоническим оркестром, Симфоническим оркестром Пражского радио, а также с оркестром берлинской Komische Oper. Смбатян дебютировал с Мальтийским филармоническим оркестром летом 2017 года, в следующем году возглавил оркестр на гастролях по престижным площадкам Германии и Австрии и вскоре был приглашен в коллектив качестве главного дирижёра.
Помимо дирижёрской работы, Смбатян также внес вклад в развитие искусства Армении, став основателем четырёх музыкальных фестивалей и создав дирижёрскую номинацию для ежегодного Международного конкурса имени Арама Хачатуряна. С момента своего назначения художественным руководителем Международного конкурса имени Арама Хачатуряна в 2016 году он включил искусственный интеллект (ИИ) в третий и заключительный тур ежегодного мероприятия, а также курировал виртуальную версию конкурса в 2020
Список наград и премий Сергея Смбатяна включает звание Заслуженного артиста Республики Армения, врученное Президентом Республики Армения в знак признания его заслуг в деле популяризации армянской музыки и культуры, а также Первую премию в номинации дирижирования на первом Берлинском конкурсе дебютов Берлинской филармонии. В 2014 году он стал самым молодым деятелем в области искусства и первым армянином, получившим степень кавалера ордена Искусств и литературы Министерства культуры Франции.
29 июля 2023 года сотрудники правоохранительных органов произвели арест Сергея Смбатяна и его отца по уголовному делу о фиктивной инвестиционный программы «Мир книги» стоимостью 800 млн драмов ($2,1 млн) для строительства многофункционального комплекса и мошенническим путем присваивания земельного участка площадью 300 м² стоимостью 166,1 млн драмов ($430 тыс.)

## Награды
- Заслуженный артист Республики Армения (22 января 2016) — по случаю 10-летия со дня основания Государственного молодёжного оркестра Армении, за значительный вклад в становление оркестра[2].
- Кавалер ордена Искусств и литературы (Франция, 2015).